# To Hell with God
| Оценки критиков | Оценки критиков                                                                 |
| Источник        | Оценка                                                                          |
| --------------- | ------------------------------------------------------------------------------- |
| AllMusic        | ссылка                                                                          |
| About.com       | [heavymetal.about.com/od/deicide/gr/Deicide-To-Hell-With-God-Review.htm ссылка] |
| Metal Review    | (8.6/10) ссылка                                                                 |
| Dark City       | [ 1 ]                                                                           |

To Hell with God (с англ. — «В ад с Богом») — десятый студийный альбом американской дэт-метал-группы Deicide, издан 17 февраля 2011 года.
To Hell with God стал третьим для группы после ухода Братьев Хоффмамн.
11 января 2011 года песня «Hang in Agony Until You’re Dead» была представлена на официальной странице группы на Myspace для прослушивания. Также на песню Conviction было выложено официальное видео в виде мультфильма.

## Список композиций
1. «To Hell With God» (4:21)
2. «Save Your» (3:32)
3. «Witness of Death» (3:05)
4. «Conviction» (3:15)
5. «Empowered by Blasphemy» (3:16)
6. «Angels of Hell» (3:12)
7. «Hang in Agony Until You’re Dead» (3:59)
8. «Servant of the Enemy» (3:17)
9. «Into the Darkness You Go» (3:32)
10. «How Can You Call Yourself a God» (4:15)

## Участники записи
- Глен Бентон — бас, вокал
- Джек Оуэн — гитара
- Ральф Сантолла — гитара
- Стив Эшейм — барабаны, гитара
- Арт-студия «Grim Twins» — дизайн